# 프랑스 야구 국가대표팀
프랑스 야구 국가대표팀(프랑스어: Équipe de France de baseball)은 프랑스를 대표하는 야구 국가대표팀이다.

## 개요
유럽 내에서는 중상위권에 속한 실력을 가지고 있으며 자국 내에서는 아직 저변은 협소하지만 꾸준히 넓히고 있는 추세이다. 매년 미국에 진출하는 선수들이 있어 몇년 후 이런 선수들의 기량적 발전으로 인해 대표팀의 수준이 급상승 되리라 예상된다.

## 역사
2년마다 개최되는 유럽 야구 선수권 대회에 꾸준히 출전하고 있다. 야구월드컵에 가끔식 참가 한적은 있으나 성적은 신통치 않았다. 2013년 WBC 예선에 참가했으며 같은 조인 스페인, 이스라엘, 남아공과 본선진출을 위한 경쟁을 하였다. 이번 WBC 참가는 프랑스 야구 역사상 첫 프로 국제대회의 무대에 밟은 것이였지만 전패를 당하면서 아쉬운 탈락을 맛봐야 했다.

## 역대 국제 대회 성적

### 월드 베이스볼 클래식
- 2006년 - 불참
- 2009년 - 불참
- 2013년 - 예선 탈락
- 2017년 - 예선 탈락
- 2023년 - 예선 탈락

### 하계 올림픽
- 1992년 - 예선 탈락
- 1996년 - 예선 탈락
- 2000년 - 예선 탈락
- 2004년 - 예선 탈락
- 2008년 - 예선 탈락

### 야구 월드컵
- 1994년 - 16 위
- 2001년 - 15 위
- 2003년 - 15 위

### 인터 컨티넨탈 컵
- 1991년 - 10 위
- 1993년 - 10 위
- 1997년 - 7 위

### 유럽 야구 선수권 대회
- 1954년 - 예선 탈락
- 1955년 - 5 위
- 1956년 - 예선 탈락
- 1957년 - 예선 탈락
- 1958년 - 6 위
- 1960년 - 예선 탈락
- 1962년 - 6 위
- 1964년 - 5 위
- 1965년 - 예선 탈락
- 1967년 - 예선 탈락
- 1969년 - 7 위
- 1971년 - 9 위
- 1973년 - 6 위
- 1975년 - 6 위
- 1977년 - 예선 탈락
- 1979년 - 예선 탈락
- 1981년 - 예선 탈락
- 1983년 - 6 위
- 1985년 - 예선 탈락
- 1987년 - 6 위
- 1989년 - 5 위
- 1991년 - 4 위
- 1993년 - 4 위
- 1995년 - 5 위
- 1997년 - 5 위
- 1999년 - 3 위
- 2001년 - 4 위
- 2003년 - 7 위
- 2005년 - 6 위
- 2007년 - 5 위
- 2010년 - 6 위
- 2012년 - 8 위
- 2014년 - 6 위
- 2016년 - 7 위

## 같이 보기
- 디비시옹 엘리트